# Bildungssystem in Nauru
Das Bildungssystem in Nauru wird vom nauruischen Erziehungs- und Sportdepartement und von der Regierung beaufsichtigt und finanziert. Es besteht allgemeine Schulpflicht bis zum zehnten Schuljahr; der weitere Schulbesuch von zwei Jahren wird von der Regierung weitgehend finanziert. 2001 erhielten knapp 3.000 Nauruer schulische Ausbildung, was fast 100 % aller nauruischen Jugendlichen ausmachte. Eine Schulklasse hat durchschnittlich etwa 23 Schüler.

## Primarstufe
Die Primarstufe beinhaltet die ersten sechs Schuljahre. Vorangehend gibt es zwei Jahre Vorschule. Die ersten zwei Schuljahre werden in der Yaren Primary School in Yaren absolviert, das dritte und vierte in der Aiwo Primary School in Aiwo, und das fünfte bis siebte im Nauru College. Die Primarstufe wird mit dem Nauru Primary Certificate abgeschlossen; geprüft werden Englischkenntnisse, Mathematik, Wissen und Gesundheit.

## Sekundarstufe
Die Sekundarstufe beinhaltet das siebte bis zwölfte Schuljahr. Das siebte Schuljahr wird noch im Nauru College besucht, ab dem achten wird die Nauru Secondary School in Yaren absolviert. Nach dem zehnten Schuljahr läuft die obligatorische Schulpflicht ab; es gibt Examensprüfungen in den Hauptfächern Englisch, Mathematik, Naturwissenschaft und Sozialwissenschaft. Weitere Prüfungsfächer sind Nauruisch, Ökotrophologie, Musik, Zeichnen, Physik und Religion. Bei bestandener Prüfung erhält man das Nauru Junior Certificate. Nach dem zwölften Schuljahr gibt es weitere Examensprüfungen in Englisch, Mathematik, Physik, Informatik und Chemie. Bei bestandener Prüfung erhält man das Pacific Senior School Certificate (PSSC).

## Tertiäre Ausbildung
Die tertiäre Ausbildung besteht vor allem aus einer Weiterbildung im Ausland, meist in australischen Universitäten wie Geelong, Tullamarine oder Morningside. Die Studienplätze im Ausland sind jedoch limitiert und ist meist den besten Absolventen des PSSC vorbehalten. Eine Alternative ist die Berufsausbildung in Nauru, doch seit das Ausbildungszentrum während Demonstrationen gegen René Harris im Jahre 2001 abbrannte, ist diese eingeschränkt. Die University of the South Pacific (USP) hat eine Niederlassung in Nauru, welche für Fernkurse geeignet ist.

## Schulmaterial
Das Schulmaterial besteht aus Lehrbüchern, Lehrfilmen und Computern. Die Lehrbücher sind jedoch limitiert auf Grund des fehlenden Geldes. Nur die Nauru Secondary School hat einen Telefon- und Internetanschluss. Durch eine Spende der taiwanischen Regierung 2002 hat jede Schule einige Computer. Alle Primarschulen haben je 12 Computer, die vier Vorschulen je einen.

## Schulen
- Vorschulen
  - Anen Infant (zwei Vorschuljahre)
  - Boe Infant (zwei Vorschuljahre)
  - Menen Infant (zwei Vorschuljahre)
  - Nibok Infant (zwei Vorschuljahre)
- Primarschulen
  - Yaren Primary School (Schuljahre 1 und 2)
  - Aiwo Primary School (Schuljahre 3 und 4)
  - Location School (Schuljahre 1 bis 8)
  - Nauru College (Schuljahre 5 bis 7)
- Sekundarschulen
  - Nauru College (Schuljahre 5 bis 7)
  - Nauru Secondary School (Schuljahre 8 bis 12)
- Privatschulen
  - Kayser College (Schuljahre 1 bis 11)

### Nauru College
Das Nauru College ist eine Mittelstufenschule in Nauru. Sie wurde 2001 errichtet und steht neben der Aiwo Primary School in Aiwo.
Es hat 16 Klassenzimmer für bis zu 480 Schüler. Es gibt einen EDV-Raum mit 26 Computern, welche von der taiwanischen Regierung gespendet wurden; fünf davon haben Zugang zum Internet. Zusätzlich gibt es einen Drucker, einen Scanner und einen CD-Brenner. Rektor der Schule ist der Australier Richard Lewis. Lehrer sind u. a. Venos Agege und Joanne Gobure.
Das Nauru College erregte im Mai 2004 im österreichischen Kärnten für Aufsehen. In Briefen an einige Kärntner offerierte es den Verkauf von Doktortiteln und anderen akademischen Titeln gegen eine vierstellige Spende. Das Nauru College selbst dementierte, der Verfasser dieser Briefe gewesen zu sein, obwohl es wie auch andere nauruische Institutionen in Finanznöten steckt.

### Kayser College
Das Kayser College ist die einzige Privatschule in Nauru; sie befindet sich in Ewa und Yaren. Der deutsche katholische Priester Friedrich Gründl ließ um 1903 in Arubo eine Grundschule bauen, welche in den 1950er-Jahren zu Ehren Alois Kaysers, der maßgeblich an der Christianisierung Naurus beteiligt war, Kayser College genannt wurde. In den 1970er-Jahren konnte man es dank des Reichtums durch den Phosphatabbau zu einer modernen Institution aufrüsten.
Das Gebäude in Ewa beinhaltet eine Vorschule und Primarschule; die Sekundarschule befindet sich in Yaren neben der katholischen Kirche in einem Gebäude, das ebenfalls zum Kayser College gehört. Das Kayser College bietet elf Schuljahre an und wird zu 80 % vom Erziehungsdepartement finanziert. Es gibt 16 Computer, aber keinen mit Internetzugang.